# Dipterocarpus glabrigemmatus
Espèce
Classification phylogénétique
Statut de conservation UICN

 CR A1cd+2cd, B1+2c : 
En danger critique
Dipterocarpus  glabrigemmatus est un grand arbre sempervirent de Bornéo, appartenant à la famille des Diptérocarpacées.

## Répartition
Endémique aux forêts primaires du Kalimantan et du Sarawak.

## Préservation
En danger critique de disparition du fait de la déforestation.